# The Boondocks (historieta)
Si se refiere a la serie animada basada en el cómic, consulte The Boondocks (serie de TV)
The Boondocks fue una tira cómica sindicada para su difusión diaria, originalmente creada, escrita y dibujada por Aaron McGruder desde 1996 hasta 2006. Originalmente creada para Hitlist.com, un temprano sitio de música en línea, fue impresa en la revista semanal The Source. Fue ganando popularidad, y Universal Press Syndicate tomó el cómic, haciendo su debut nacional el 19 de abril de 1999. 

## Trayectoria editorial
La creación de McGruder fue difundida por primera vez en el año 1997 por el diario estudiantil The Diamondback de la Universidad de Maryland, es así como la tira se expandió de las publicaciones estudiantiles y fue publicada por primera vez en la revista The Source, dedicada a la cultura Hip hop; en 1997. A medida que crecía su popularidad la tira fue escogida por la compañía Universal Press Syndicate para ser publicada a nivel nacional el día 19 de abril de 1999.

## Argumento
La tira cómica se centra a la cultura afroamericana y los políticos norteamericanos bajo el punto de vista de Huey Freeman, un niño negro de 10 años.
Tiene un estilo controvertido, satirizando la cultura afroamericana y la política estadounidense, hablando de diversos temas y mostrando diferentes puntos de vista.

## Adaptaciones a otros medios
McGruder vendió los derechos para televisar y/o hacer películas basadas en la serie a Sony Pictures Entertainment. La serie animada basada en la tira cómica fue estrenada en el bloque programático Adult Swim de Cartoon Network el día 6 de noviembre de 2005; su primera temporada se hizo disponible en formato DVD en junio de 2006. La serie terminó tras la cuarta temporada en 2014.
En 2013, McGruder lanzó un proyecto infructuoso en Kickstarter para una película de acción real basada en el cómic, y protagonizada por el Tío Ruckus.